# 三塩化クロム
塩化クロム（えんかクロム、羅Chromium trichloratum, Chromii trichloridum; 化学式:CrCl3）は三塩化クロム、塩化クロム（III）とも称する普通に見かけるクロム（III）化合物の一つ。無水物と六水和物の2種類がある。塩化クロムには本物質の他にⅡ価の二塩化クロム、Ⅳ価の四塩化クロムも知られている。

## 物性と構造
無水物は強い明るい紫色の結晶で、水に殆ど溶けない。六水和物{\displaystyle {\rm {CrCl_{3}\!\cdot \!6H_{2}O\,}}}は一種の錯体で、3種の水和異性体、{\displaystyle {\rm {[Cr(H_{2}O)_{6}]Cl_{3},[Cr(H_{2}O)_{5}Cl]\!\cdot \!Cl_{2}\!\cdot \!H_{2}O}}}{\displaystyle {\rm {,[Cr(H_{2}O)_{4}Cl_{2}]Cl\!\cdot \!2H_{2}O}}} が存在し、それぞれ、紫色、淡緑色、暗緑色の固体である。一般に入手可能なのは全て暗緑色の異性体である。
三塩化クロムの結晶は連結し層を成すCrCl6八面体単位を含む。結晶構造中に螺旋転位が存在し、金属－金属結合を含まない。三ヨウ化クロムと同構造である。

## 化学的特性
三塩化クロムはHSAB則におけるルイス酸である。d3構造の3価クロムを含み、これは配位子置換反応に対して言えば不活性である。その活性を向上させる為に、少量の還元剤（亜鉛/塩酸など）を加えればよく、すると二塩化クロムに還元され、速やかに配位子交換反応が起き、次にそれがCrCl3と塩素架橋を介して電子転移を起こし、三価のクロム錯体が得られ、結局少量の活性Cr（II）を再生し、全てのCr（III）が置換されるまで反応が進行する。
無水三塩化クロムは殆ど水に不溶だが、恐らく電荷移動架橋錯体[Cr 2+ -X-Cr 3+ …X]を生成する事で、亜鉛などの還元剤の存在下ではゆっくりと溶解する。溶解した生成物は紫色の[Cr(H2O)6]3+イオンである。配位子がピリジンなら生成物は[CrCl3(C5H5N)3]である。配位数6のCr（III）錯体の殆どは八面体構造を取る。
{\displaystyle {\rm {CrCl_{3}+3C_{5}H_{5}N\rightarrow [CrCl_{3}(C_{5}H_{5}N)_{3}]\,}}}
塩化カリウムなどのアルカリ金属塩化物と共熔すると、三塩化クロムは八面体型 [CrCl6]3− イオンを生成し、そしてまた重合によって生成したCr2Cl93−等のイオンの塩類を与える。

## 製法
無水三塩化クロムは、単体の高温での化合によって製造できる。または800°Cで三酸化二クロムと塩素を炭素の存在下で反応させることによっても無水三塩化クロムが得られる。
{\displaystyle {\rm {Cr_{2}O_{3}+3C+3Cl_{2}\rightarrow 2CrCl_{3}+3CO\,}}}
三塩化クロム六水和物は650°Cで四塩化炭素蒸気と反応し、CrOClを含まない無水三塩化クロムが得られる。塩化チオニルによる脱水も可能である。
三塩化クロム水和物は、金属クロムを塩酸と反応させることによって得られる。

## 用途
無水三塩化クロムは有機金属化学の重要な原料である。それを原料としてフェロセンと構造が類似しているジフェニルクロム（下図）など、多くの有機クロム化合物を合成できる。三塩化クロムは多くのクロム（III）錯体の出発物質でもある。
有機合成では、CrCl3が還元され生成したCrCl2は一般的に使用される有機還元剤の1つである。 これは（A）C-Cl結合をC-H結合に還元でき、（B）アルデヒドと作用してそれらをハロゲン化アルケンに還元することができる。 2番目の還元反応中では通常2：1のモル比で三塩化クロムと水素化アルミニウムリチウムを用いる。
三塩化クロムのルイス酸性度は、例えばニトロソ化合物をジエノフィル（親ジエン体）として使用するディールスアルダー反応など、特定の反応を触媒する為に用いる事ができる。